# Viola Reggio Calabria 2004-2005
Questa voce raccoglie le informazioni riguardanti la Viola Reggio Calabria nelle competizioni ufficiali della stagione 2004-2005.

## Stagione
La stagione 2004-2005 della Viola Reggio Calabria, sponsorizzata Eurofiditalia, è la 15ª nel massimo campionato italiano di pallacanestro, la Serie A.
All'inizio della nuova stagione la Lega Basket decise di modificare il regolamento riguardo al numero di giocatori extracomunitari consentiti per ogni squadra che così passò a tre.
Piazzamento finale:  17º posto, retrocessa in Legadue, poi ripescata dopo il fallimento della Victoria Libertas Pesaro.

## Roster
Aggiornato al 24 dicembre 2021.
| Eurofiditalia Viola Reggio Calabria 2004-2005 | Eurofiditalia Viola Reggio Calabria 2004-2005 |
| Giocatori                                     | Staff tecnico                                 |
| --------------------------------------------- | --------------------------------------------- |

| N. | Naz.                                        | Ruolo | Nome                 | Anno | Alt.   | Peso   |  |
| -- | ------------------------------------------- | ----- | -------------------- | ---- | ------ | ------ |  |
| 4  | Stati Uniti (bandiera)                      | P     | Terrence Rencher     | 1973 | 190 cm | 94 kg  |  |
| 4  | Argentina (bandiera) · Italia (bandiera)    | P     | Germán Scarone       | 1975 | 190 cm | 86 kg  |  |
| 6  | Stati Uniti (bandiera)                      | GA    | Galen Young          | 1975 | 196 cm | 95 kg  |  |
| 7  | Italia (bandiera)                           | G     | Giovanni Rugolo      | 1981 | 193 cm | 92 kg  |  |
| 8  | Uruguay (bandiera) · Italia (bandiera)      | G     | Nicolás Mazzarino    | 1975 | 183 cm | 88 kg  |  |
| 9  | Stati Uniti (bandiera) · Irlanda (bandiera) | GA    | Jay Larrañaga        | 1975 | 195 cm | 95 kg  |  |
| 10 | Germania (bandiera)                         | AG    | Marvin Willoughby    | 1978 | 202 cm | 98 kg  |  |
| 11 | Stati Uniti (bandiera) · Italia (bandiera)  | C     | Casey Shaw           | 1975 | 208 cm | 110 kg |  |
| 12 | Italia (bandiera)                           | AC    | Guido Cuadrelli      | 1982 | 201 cm |        |  |
| 13 | Italia (bandiera)                           | PG    | Alessandro Acquaviva | 1982 | 193 cm |        |  |
| 14 | Brasile (bandiera) · Italia (bandiera)      | P     | Guilherme da Luz     | 1979 | 190 cm |        |  |
| 15 | Stati Uniti (bandiera)                      | AC    | Charles Gaines       | 1981 | 201 cm | 106 kg |  |
| 16 | Inghilterra (bandiera)                      | PG    | Steve Hansell        | 1975 | 194 cm |        |  |
| 17 | Stati Uniti (bandiera)                      | A     | LaVell Blanchard     | 1981 | 201 cm | 98 kg  |  |
| 18 | Stati Uniti (bandiera) · Italia (bandiera)  | G     | Bryce Drew           | 1974 | 188 cm | 84 kg  |  |
| 19 | Italia (bandiera)                           | C     | Andrea Camata        | 1973 | 214 cm | 128 kg |  |
| 20 | Stati Uniti (bandiera)                      | C     | Scott Merritt        | 1982 | 208 cm | 111 kg |  |
| 20 | Canada (bandiera) · Germania (bandiera)     | AC    | Michael Meeks        | 1972 | 205 cm | 109 kg |  |

| Allenatore                                                             |
| - Alessandro Giuliani (fino al 29 marzo) - Tonino Zorzi (dal 29 marzo) |
| Assistente/i                                                           |
| - Nessuno Legenda - (C) Capitano - (IN) Inattivo - Infortunato         |

## Mercato

### Sessione estiva
| Acquisti | Acquisti             | Acquisti            | Acquisti   | Acquisti |
| R.       | Nome                 | da                  | Modalità   |          |
| -------- | -------------------- | ------------------- | ---------- | -------- |
| G        | Bryce Drew           | N.O. Hornets        | definitivo |          |
| P        | Terrence Rencher     | Cologne 99ers       | definitivo |          |
| G        | Giovanni Rugolo      | Cestistica Argenta  | definitivo |          |
| C        | Casey Shaw           | Melilla             | definitivo |          |
| AG       | Marvin Willoughby    | Cologne 99ers       | definitivo |          |
| C        | Scott Merritt        | Marquette G. Eagles | definitivo |          |
| P        | Guilherme Da Luz     | Scafati Basket      | definitivo |          |
| AC       | Guido Cuadrelli      |                     | definitivo |          |
| PG       | Alessandro Acquaviva | Fordham Rams        | definitivo |          |

| Cessioni | Cessioni           | Cessioni        | Cessioni       | Cessioni |
| R.       | Nome               | a               | Modalità       |          |
| -------- | ------------------ | --------------- | -------------- | -------- |
| C        | Benjamin Eze       | Mens Sana Siena | fine contratto |          |
| P        | Rodolfo Rombaldoni | Aurora Jesi     | fine contratto |          |
| GA       | J.J. Eubanks       | Ironi Ramat Gan | fine contratto |          |
| G        | Titus Ivory        | Aurora Jesi     | fine contratto |          |
| C        | David Granucci     |                 | fine contratto |          |
| AG       | Diego Fajardo      | Olimpia Milano  | fine contratto |          |
| P        | Davide Lamma       | Mens Sana Siena | fine contratto |          |
| C        | Paolo Alberti      | Olimpia Milano  | fine contratto |          |
| A        | Walter Santarossa  | Pall. Biella    | fine contratto |          |
| P        | Mariano Castets    | Pall. Roseto    | fine prestito  |          |

### Dopo l'inizio della stagione
| Acquisti | Acquisti       | Acquisti           | Acquisti         | Acquisti   |
| R.       | Nome           | da                 | Data             | Modalità   |
| -------- | -------------- | ------------------ | ---------------- | ---------- |
| AC       | Michael Meeks  | Central Val. Dawgs | 12 ottobre 2004  | definitivo |
| GA       | Jay Larrañaga  | Free agent         | 25 ottobre 2004  | definitivo |
| PG       | Steve Hansell  | Free agent         | 25 ottobre 2004  | definitivo |
| C        | Andrea Camata  | Bilbao Berri       | 5 novembre 2004  | definitivo |
| GA       | Galen Young    | Free agent         | 28 dicembre 2004 | definitivo |
| P        | Germán Scarone | V.L. Pesaro        | 11 febbraio 2005 | definitivo |
| AC       | Charles Gaines | Michigan Mayhem    | 18 marzo 2005    | definitivo |

| Cessioni | Cessioni          | Cessioni           | Cessioni         | Cessioni    |
| R.       | Nome              | a                  | Data             | Modalità    |
| -------- | ----------------- | ------------------ | ---------------- | ----------- |
| AC       | Scott Merritt     | Columbus Riverdr.s | 18 ottobre 2004  | rescissione |
| AG       | Marvin Willoughby | Pau-Orthez         | 23 novembre 2004 | rescissione |
| P        | Terrence Rencher  | Crabs Rimini       | 7 dicembre 2004  | rescissione |
| G        | Bryce Drew        | Valencia           | 7 dicembre 2004  | rescissione |
| P        | Guilherme da Luz  |                    | 12 dicembre 2004 | rescissione |